# Tarinkot
Tarinkot (persiska: ترین‌کوت), även Tarin Kot eller Tarin Kut, är en provinshuvudstad i Afghanistan. Den ligger i distriktet Tarinkot och provinsen Uruzgan, i den centrala delen av landet, 1 325 meter över havet. Tarinkot beräknades 2015 ha mellan 60 000 och 72 000 invånare.